# Ameria (Pontos)
Ameria (griechisch Ἀμερία) war ein antiker Ort in Pontos mit einem Heiligtum des Men Pharnakes und der Selene in der Nähe von Kabeira, dem heutigen Niksar in der Türkei.
Der Ort mit seinem Heiligtum wird als „Dorf-Stadt“ (Komopolis) einzig bei Strabon genannt:

„ἔχει δὲ καὶ τὸ ἱερὸν Μηνὸς Φαρνάκου καλούμενον, τὴν Ἀμερίαν κωμόπολιν πολλοὺς ἱεροδούλους ἔχουσαν καὶ χώραν ἱεράν, ἣν ὁ ἱερώμενος ἀεὶ καρποῦται. ἐτίμησαν δ᾽ οἱ βασιλεῖς τὸ ἱερὸν τοῦτο οὕτως εἰς ὑπερβολὴν ὥστε τὸν βασιλικὸν καλούμενον ὅρκον τοῦτον ἀπέφηναν ‘τύχην βασιλέως’ καὶ ‘μῆνα Φαρνάκου.’ ἔστι δὲ καὶ τοῦτο τῆς σελήνης τὸ ἱερόν, καθάπερ τὸ ἐν Ἀλβανοῖς καὶ τὰ ἐν Φρυγίᾳ, τό τε τοῦ Μηνὸς ἐν τῷ ὁμωνύμῳ τόπῳ καὶ τὸ τοῦ Ἀσκαίου τὸ πρὸς Ἀντιοχείᾳ τῇ πρὸς Πισιδίᾳ καὶ τὸ ἐν τῇ χώρᾳ τῶν Ἀντιοχέων.“

„Sie [Pythodoris] besitzt auch ein Heiligtum des Men, der Pharnakes genannt wird, und die Dorf-Stadt Ameria mit vielen Tempeldienern und heiligem Gebiet, dessen Ertrag immer der Oberpriester genießt. Die Könige ehrten dieses Heiligtum so übermäßig, dass sie den Königseid in dieser Form leisteten: „Beim Glück [Tyche] des Königs und beim Men des Pharnakes.“ Es ist aber auch ein Heiligtum der Selene, so wie das bei den Albanern und wie die Heiligtümer in Phrygien, das des Men im gleichnamigen Ort ebenso wie das des (Men) Askaios bei Antiochia in Pisidien, und das im Gebiet der Antiochener.“